# سقاية جاسم الحجية
سقاية جاسم الحجية
في سنة 1904م، وفي عهد الدولة العثمانية قام السيد جاسم الحاج محمد خلف الحجية، بانشاء سقاية ماء في الحديقة التي تعرف بالبقجة، المحاذية لبستان الربع، والتي ورثها عن ابيه، الذي كان يعمل كمتعهد ارزاق الجيش العثماني، في بغداد زمن الوالي العثماني مدحت باشا، وهذه السقاية تقع على الطريق العام المؤدية إلى جامع الامام الاعظم، وكان المارة وعابرو السبيل يستريحون عندها ويتوضؤون ان كان وصولهم اليها وقت الصلاة، حيث كان في الجهة المقابلة لمدخلها مصلى واسع.
ولضمان استمرارية السقاية من خلال تزويدها بالماء، فقد مد منشؤوها قناة تصل اليها من شاطيء دجلة، ويرفع اليها بواسطة دولاب كان يسقي بستان الربع، ويصب في حوض كبير، مطلي من داخله بالقير، موضوع داخل مبنى السقاية، مما يلي شباكها مباشرة، وفي هذا الحوض يترسب الماء، ويتعهده بالملأ والتنظيف عامل خاص له راتب شهري. مساحة السقاية 156 مترا مربعاً، إضافة إلى مصلى مقابلها، وبئر لاستعماله عند انقطاع مياه القناة. وكتبت اعلى محل شرب الماء ثلاثة ابيات للعلامة عبد الوهاب النائب المتوفى 1926م، فيها تأريخ إنشاء هذه السقاية، ومنها هذا البيت:
وبعد التوسع العمراني لمدينة بغداد ووصوله إلى منطقة الاعظمية، انتفت الحاجة
إلى هذا المشروع الخيري، وبدا أستعمال الوسائل الآلية لنقل الماء، هدم جاسم الحجية سقايته، تاركاً جداراً واحداً يشمل على محل السقاية ومحل شرب الماء، وفوقه ابيات الشعر آنفة الذكر المنقوشة على الرخامة، وبعد ان باعها الورثة سنة 1959م، هدم من اشتراها محل الشرب وادخله ضمن بناء بيته. وهدمت المرمرة الأثرية التي كانت فيها ابيات الشعر وتخلد جاسم الحجية صاحب السقاية، ووالده باش قصاب بغداد ومتعهد أرزاق الجيش العثماني الحاج محمد خلف الحجية.